# În Transă
În Transă – drugi album tercetu popowego – Activ, wydany 24 stycznia 2002 roku.

## Lista utworów
1. Printre nori 3:09
2. Răsărit 3:03
3. Împreună 3:40
4. The planet 3:20
5. DG 3:29
6. În transă 3:47
7. Fii activ 4:09
8. Printre nori – acid mix – 5:31
9. Printre nori – edit – 6:59
10. Relax 4:15